# Krstionica
Krstionica ili baptisterij izvorno je krsni zdenac, to jest mali bazen u kojem su se obavljala krštenja.
Postoje ostaci takvih krstionica iz 4. stoljeća, a obično su imale križni tlocrt s dva niza stuba kojima se silazilo u krstionicu i iz nje izlazilo. Prve krstionice razvile su se iz židovskih bazena za obredno pranje, o kojima na Bliskom istoku postoje arheološki dokazi barem iz 1. stoljeća. Postoje naznake da su takve krstionice postojale već u samim počecima kršćanstva.
Kasnije, u kršćanskom graditeljstvu od 4. do 14. stoljeća naziv „krstionica“ označavat će i posebnu građevinu vezanu uz biskupsku crkvu, a namijenjenu obredu krštenja. Redovito kružna ili poligonalna tlocrta s udubljenim bazenom za uranjanje, poslije samo za polijevanje krštenika. Rani primjer pomičnog bazena krstionice je Višeslavova krstionica iz Nina, s početka 9. stoljeća.
Od 12. stoljeća i u svim župnim crkvama grade se kamene ili metalne posude, često na jednoj nozi ili postolju (školjka) koje zamjenjuju bazen; smještena u brodu, kapeli ili sakristiji crkve. 
Današnje liturgijsko zakonodavstvo predviđa da krstionica bude posebna kapela u crkvi da zajednica može aktivno sudjelovati u obredu.

## Također pogledajte
- Crkveni namještaj

## Vanjske poveznice
- Krstionica – mjesto gdje se obavlja obred krštenja
- Krstionica s uklesanim imenom kneza Višeslava